# Plouha

Plouha este o comună în departamentul  Côtes-d'Armor, Franța. În 1 ianuarie 2022 avea o populație de 4.677 de locuitori.

## Personalități născute aici
- Jean-Louis Hamon (1821 - 1874), pictor.